# گوئن هاتفورد
گوئن هاتفورد (انگلیسی: Gwen Watford؛ ۱۰ سپتامبر ۱۹۲۷ – ۶ فوریهٔ ۱۹۹۴) یک هنرپیشه اهل بریتانیا بود.
از فیلم‌ها یا برنامه‌های تلویزیونی که وی در آن نقش داشته است می‌توان به کلئوپاترا، خانم مارپل و آزادی را فریاد کن اشاره کرد.
هاتفورد در سال‌های ۱۹۵۹ و ۱۹۶۶ برنده جایزه بفتا بهترین بازیگر زن شده است.